# Zgornji Duplek
Zgornji Duplek je naselje v Občini Duplek.